# 2020-as salakmotor-Európa-bajnokság
A 2020-as salakmotor Európa-bajnokság a SEC éra 8., összességében pedig a széria 20. szezonja volt. Az idény első versenyét Toruń városában rendezték meg július 4-én és szintén ott tartották meg a szezonzáró fordulót, amely július 29-én került sorra. A koronavírus-járvány miatt a szezon versenyeit Lengyelországban található helyszíneken futották.
Mikkel Michelsen érkezett címvédőként. A bajnoki címet Robert Lambert szerezte meg, Leon Madsennel és Grigorij Lagutával szemben. A széria történetében először a bajnoki címet megszerző résztvevő automatikusan helyet kap a 2021-es salakmotor-világbajnokság mezőnyében.

## Versenyzők
A szezon során összesen 15 állandó versenyző vett részt a versenyeken. A résztvevők a következőképpen tevődtek össze:
- A 2019-es szezon első öt helyezettje automatikusan helyet kapott a mezőnyben.
- A SEC Challenge törlése következtében a további állandó versenyzőket a résztvevő országok nevezték be.
- A mezőnyt továbbá szabadkártyás résztvevők egészítették ki.[5]

| #                        | Motorversenyző        | Továbbjutás        | Fordulók           |
| Állandó résztvevők       | Állandó résztvevők    | Állandó résztvevők | Állandó résztvevők |
| ------------------------ | --------------------- | ------------------ | ------------------ |
| 30                       | Leon Madsen           | automatikus        | összes             |
| 36                       | Peter Ljung           | kiválasztás        | összes             |
| 52                       | Michael Jepsen Jensen | kiválasztás        | összes             |
| 91                       | Andrej Kudrjasov      | kiválasztás        | összes             |
| 98                       | Timo Lahti            | kiválasztás        | összes             |
| 110                      | Nicki Pedersen        | kiválasztás        | összes             |
| 111                      | Grigorij Laguta       | automatikus        | összes             |
| 115                      | Bartosz Smektała      | automatikus        | összes             |
| 155                      | Mikkel Michelsen      | automatikus        | összes             |
| 223                      | Kacper Woryna         | automatikus        | összes             |
| 225                      | Václav Milík          | kiválasztás        | összes             |
| 415                      | David Bellego         | kiválasztás        | összes             |
| 505                      | Robert Lambert        | kiválasztás        | összes             |
| 507                      | Krzysztof Kasprzak    | kiválasztás        | összes             |
| 744                      | Kai Huckenbeck        | kiválasztás        | összes             |
| Szabadkártyás résztvevők |                       |                    |                    |
| 16                       | Bartosz Zmarzlik      |                    | 1, 3               |
| 16                       | Emil Szajfutgyinov    |                    | 2                  |
| 16                       | Patryk Dudek          |                    | 4                  |
| 16                       | Paweł Przedpełski     |                    | 5                  |
| 17                       | Igor Kopeć-Sobczyński |                    | 1, 5               |
| 17                       | Szergej Logacsev      |                    | 3                  |
| 17                       | Oskar Fajfer          |                    | 4                  |
| 18                       | Kamil Brzozowski      |                    | 1                  |
| 18                       | Adrian Gała           |                    | 4                  |
| 18                       | Norbert Krakowiak     |                    | 4–5                |

## Versenynaptár és eredmények
| Forduló | Dátum      | Helyszín                  | Győztes        | Második          | Harmadik         | Negyedik           | Listavezető    | Előny |
| ------- | ---------- | ------------------------- | -------------- | ---------------- | ---------------- | ------------------ | -------------- | ----- |
| 1       | július 4.  | Rose Motoarena            | Leon Madsen    | Robert Lambert   | Nicki Pedersen   | Bartosz Smektała   | Robert Lambert | 0     |
| 2       | július 8.  | Polonia Bydgoszcz Stadium | Leon Madsen    | Mikkel Michelsen | Grigorij Laguta  | Emil Szajfutgyinov | Leon Madsen    | 2     |
| 3       | július 22. | Rybnik Municipal Stadium  | Leon Madsen    | Grigorij Laguta  | Bartosz Zmarzlik | Nicki Pedersen     | Leon Madsen    | 6     |
| 4       | július 23. | Stadion Miejski           | Robert Lambert | Timo Lahti       | Grigorij Laguta  | Krzysztof Kasprzak | Robert Lambert | 2     |
| 5       | július 29. | Rose Motoarena            | Robert Lambert | Leon Madsen      | Timo Lahti       | Kai Huckenbeck     | Robert Lambert | 3     |

## Végeredmény

### Pontrendszer
A résztvevők a teljes forduló során szerezhetnek pontokat, így lehetséges, hogy nem az első helyezett szerzi a legtöbb pontot. A versenyzők a következőképpen szerezhetnek pontokat:
| Pozíció | 1. | 2. | 3. | 4. |
| Pont    | 3  | 2  | 1  | 0  |
| ------- | -- | -- | -- | -- |

### Eredmények
| Pozíció | Versenyző             | POL | POL | POL | POL | POL | Pont |
| ------- | --------------------- | --- | --- | --- | --- | --- | ---- |
|         | Robert Lambert        | 14  | 10  | 12  | 17  | 14  | 67   |
|         | Leon Madsen           | 12  | 14  | 16  | 9   | 13  | 64   |
|         | Gregorij Laguta       | 7   | 13  | 13  | 11  | 8   | 52   |
| 4.      | Mikkel Michelsen      | 10  | 13  | 7   | 8   | 8   | 46   |
| 5.      | Bartosz Smektała      | 11  | 7   | 8   | 9   | 10  | 45   |
| 6.      | Nicki Pedersen        | 14  | 10  | 11  | 0   | 10  | 45   |
| 7.      | Timo Lahti            | 8   | 8   | 2   | 14  | 11  | 43   |
| 8.      | Kacper Woryna         | 8   | 4   | 7   | 5   | 9   | 33   |
| 9.      | David Bellego         | 6   | 6   | 10  | 6   | 3   | 31   |
| 10.     | Václav Milík          | 6   | 6   | 5   | 6   | 3   | 26   |
| 11.     | Bartosz Zmarzlik      | 10  | –   | 15  | –   | –   | 25   |
| 12.     | Kai Huckenbeck        | 3   | 3   | 4   | 3   | 12  | 25   |
| 13.     | Krzysztof Kasprzak    | 7   | 1   | 3   | 9   | 5   | 25   |
| 14.     | Peter Ljung           | 1   | 5   | 6   | 6   | 5   | 23   |
| 15.     | Michael Jepsen Jensen | 3   | 4   | 4   | 7   | 4   | 22   |
| 16.     | Andrej Kudrjasov      | 5   | 8   | 3   | 5   | 0   | 21   |
| 17.     | Emil Szajfutgyinov    | –   | 14  | –   | –   | –   | 14   |
| 18.     | Paweł Przedpełski     | –   | –   | –   | –   | 10  | 10   |
| 19.     | Patryk Dudek          | –   | –   | –   | 8   | –   | 8    |
| 20.     | Oskar Fajfer          | –   | –   | –   | 3   | –   | 3    |
| 21.     | Igor Kopeć-Sobczyński | 1   | –   | –   | –   | 0   | 1    |
| 22.     | Norbert Krakowiak     | –   | –   | –   | 0   | 1   | 1    |
| 23.     | Kamil Brzozowski      | 0   | –   | –   | –   | –   | 0    |
| 24.     | Szergej Logacsev      | –   | –   | 0   | –   | –   | 0    |
| 25.     | Adrian Gała           | –   | –   | –   | 0   | –   | 0    |

| Szín      | Eredmény                 |
| --------- | ------------------------ |
| Arany     | Győztes                  |
| Ezüst     | 2. helyezett             |
| Bronz     | 3. helyezett             |
| Sötétzöld | 4. helyezett             |
| Zöld      | A középdöntőben kiesett  |
| Fehér     | A selejtezőben kiesett   |
| Piros     | Nem vett részt a futamon |